# Boadicea (Schiff, 1931)
HMS Boadicea (H65) war ein Zerstörer der B-Klasse der britischen Royal Navy. Der Zerstörer wurde im Zweiten Weltkrieg mit den Battle Honours „Atlantic 1941–1943“, „North Africa 1942“, „Arctic 1942–1944“ und „Normandy 1944“ ausgezeichnet. Die Boadicea sank am 13. Juni 1944 nach zwei Lufttorpedotreffern zwölf Seemeilen südwestlich von Portland. Von den 186 Männern an Bord konnten nur zwölf gerettet werden.

## Geschichte des Schiffes
Das Schiff wurde als Teil der zweiten Zerstörerklasse der Royal Navy, die nach dem Ende des Ersten Weltkriegs gebaut wurde, bei Hawthorn Leslie in Hebburn, Newcastle upon Tyne, am 4. März 1929 bestellt. Die Kiellegung des Schiffes mit der Baunummer 566 erfolgte am 11. Juli 1929. Als vierter Zerstörer der Bauwerft nach Active, Antelope und Blanche lief die Boadicea am 23. September 1930 vom Stapel. In Dienst gestellt wurde der Zerstörer am 7. April 1931. Er war das fünfte Schiff der Royal Navy seit 1797, das nach Boudicca, einer britannischen Königin und Heerführerin des ersten Jahrhunderts, benannt wurde. Zuletzt hatte der Spähkreuzer (Scout) Boadicea diesen Namen von 1909 bis 1926 in der Royal Navy geführt.
Der Zerstörer Boadicea wurde mit seinen Schwesterschiffen zuerst der „4th Destroyer Flotilla“ bei der Mediterranean Fleet zugeordnet. Da die britische Mittelmeerflotte meist die neuesten Zerstörer erhielt, wurde die Flottille 1935 zur Home Fleet verlegt und durch die gerade auf die neuesten Zerstörer der H-Klasse umgerüstete „2nd Destroyer Flotilla“ im Mittelmeer ersetzt. Im Januar 1939 wurde das Schiff als Sicherungs-Zerstörer für die Flugzeugträger der Mittelmeerflotte eingesetzt und war ab Mai Teil der Reserveflotte in der Nore, weil in der Zwischenzeit eine Vielzahl modernerer Zerstörer in Dienst gestellt worden waren und außerdem Kosten vermindert werden sollten.

### Kriegseinsätze
Beim Kriegsbeginn wurde der Zerstörer wieder reaktiviert und der 19. Zerstörerflottille zugeteilt. Zu seinen Aufgaben gehörte insbesondere die Sicherung von Geleitzügen im Ärmelkanal, wozu insbesondere auch die Truppentransporte nach Frankreich zu rechnen waren, sowie Patrouillen in der Straße von Dover. Besondere Ereignisse während dieser Zeit waren im November 1939 die geplante Teilnahme des Zerstörers an einer Patrouillenfahrt in die Nordsee mit den Zerstörern Gipsy, Griffin, Keith und der polnischen Grom. Kurz nach dem Auslaufen aus Harwich überlief die Gipsy eine kurz zuvor von einem deutschen He-59-Seeflugzeug abgeworfene Magnetmine und zerbrach. Die britischen Zerstörer konnten noch 115 Mann der sinkenden Gipsy retten.
Am 6. Februar 1940 nutzten der britische Premierminister, das Kriegskabinett und die Stabschefs nach einer Beratung mit der französischen Regierung die Boadicea und ihr Schwesterschiff Beagle zur Kanalüberquerung von Boulogne nach Dover. Am 4. März 1940 konnte die Boadicea den Tanker Charles F. Meyer (10.568 BRT), der im Kanal auf eine Mine gelaufen war, nach Southampton einschleppen.
An der Operation Dynamo nahm der Zerstörer nicht teil, weil er sich zu diesem Zeitpunkt gerade in der Werft befand. Allerdings wurde er bei der weiteren Evakuierung britischer Truppen aus Nordfrankreich eingesetzt. Dabei wurde die Boadicea am 10. Juni 1940 vor Dieppe bei einem deutschen Luftangriff durch drei Bombentreffer schwer beschädigt und erlitt erhebliche Personalverluste. Dank einer Nebelbank entkam der manövrierunfähige Zerstörer weiteren Luftangriffen und wurde vom Zerstörer Ambuscade bis kurz vor Dover zurückgeschleppt, wo ihn Bergungsschlepper in den Hafen brachten und später nach Portsmouth zur Reparatur schleppten.
Im Zuge der Reparaturen wurde die U-Boot-Abwehr- und Flugabwehr-Bewaffnung zulasten der Hauptgeschütze und eines Torpedorohrsatzes verstärkt. Erst im Februar 1941 war das Schiff wieder einsatzbereit und kam zur in Greenock stationierten „4th Escort Group“. In den folgenden Monaten wurde die Boadicea zur Sicherung von Geleitzügen im Nordatlantik eingesetzt.
Ende April 1942 wurde die Boadicea erstmals als Eskorte eines Nordmeergeleitzugs eingesetzt, durch den die Sowjetunion mit Kriegsmaterial beliefert wurde. Zusammen mit den Zerstörern Somali, Matchless, Venomous, den Hunt-Zerstörern Badsworth sowie der norwegischen St Albans sicherte die Boadicea den Geleitzug PQ 15. Mit 22 seiner ursprünglich 25 Handelsschiffe erreichte der Geleitzug am 5. Mai 1942 Murmansk. Der Zerstörer verblieb dort, um ab Ende Mai das Gegengeleit QP 12 mit Venomous, Badsworth und der norwegischen St Albans sowie verstärkt durch Inglefield und Escapade nach Westen zu begleiten. Dieser Geleitzug wurde durch die Luftwaffe entdeckt, konnte aber einen Luftfühlungshalter durch die Hurricane des begleitenden Katapultschiffes (CAM-Schiff) abschießen. Der Konvoi erreichte unangegriffen Island, da die Luftwaffe und Kriegsmarine den gleichzeitig in die Sowjetunion laufenden Geleitzug PQ 16 angriffen.
Zeitweise war die Boadicea dann einer speziellen Geleitgruppe zugewiesen, deren Aufgabe das Geleit großer Truppentransporter über den Atlantik war. Im November 1942 geleitete das Schiff einen der großen Geleitzüge für die Operation Torch; bei der eigentlichen Landung wurde die Boadicea durch einen Artillerietreffer eines französischen Zerstörers beschädigt. Am 11. November 1942 versuchte der Zerstörer vor Oran, den von dem deutschen U-Boot U 407 torpedierten Truppentransporters Viceroy of India (19.648 BRT) abzuschleppen. Der schwerbeschädigte Transporter sank jedoch. Die Boadicea konnte 450 Überlebende an Bord nehmen und nach Gibraltar bringen. Nur vier Mann der Viceroy of India verloren ihr Leben.
Im Winter 1942/43 wurde der Zerstörer im Dezember der „20th Escort Group“ zugeteilt und zur Sicherung der Nordmeergeleitzüge JW 51A, JW 53 und RA 53 eingesetzt. Da im Sommer 1943 die Nordmeergeleitzüge wegen der langen Sommertage und der damit verbundenen besonderen Gefährdungen sowie der Erfahrungen des Vorjahres nicht durchgeführt wurden, verlegte der Zerstörer im Mai nach Freetown, um die nächsten vier Monate von dort im Mittelatlantik passierende Konvois oder bedeutende Einzelschiffe zu sichern.

Am 18. Juli 1943 konnte die Boadicea zusammen mit der Sloop Bridgewater südlich von Lagos 222 Besatzungsmitglieder und Passagiere der britischen Incomati (7369 BRT) retten und nach Takoradi bringen. Das alleinfahrende Passagierschiff war von U 508 torpediert worden. Nur ein Besatzungsmitglied verlor bei der Versenkung sein Leben.
Nach einer Überholung am Tyne von November 1943 bis zum Februar 1944 folgten weitere Einsätze im Nordmeer. Der Zerstörer gehörte von Februar bis Mai 1944 zur Sicherung der Nordmeergeleitzüge JW 57, RA 57, JW 58, RA 58 sowie RA 59. Um den letztgenannten durchzuführen, lief die Boadicea mit anderen Geleitschiffen nach Murmansk, um Schiffe und Personal nach dem Ende der Wintersaison nach Großbritannien zurückzuführen und sie für die anstehende Landung in der Normandie zur Verfügung zu haben. So hatte die Boadicea auf der Rückfahrt mit RA 59 auch vierzehn Passagiere an Bord.

### Das Ende derBoadicea
Bei der Landung in der Normandie im Juni 1944 sicherte der Zerstörer Geleitzüge zum Invasionsgebiet. Er pendelte in den Tagen nach dem 6. Juni regelmäßig mit Geleiten über den Ärmelkanal. Dabei wurde die HMS Boadicea am 13. Juni 1944 von einem deutschen Do 217-Torpedobomber der III. Gruppe des Kampfgeschwaders 100 vor Portland Bill angegriffen. Einer der beiden Torpedos traf das vordere Magazin, das daraufhin explodierte. Das Schiff sank binnen kurzer Zeit mit erheblichen Verlusten unter der Besatzung. Von den 186 Männern an Bord konnten nur zwölf gerettet werden.
Das Heckteil des Wracks, das etwa bis zum vorderen Ende des Maschinenraums reicht, liegt auf der Position 50° 25′ N, 2° 45′ W in 52 m Tiefe auf Sandgrund. Eine der 4,7-Zoll-Kanonen auf dem Heck steht noch und ist himmelwärts gerichtet, ebenso mehrere Flakgeschütze. Die Schiffsglocke wurde vor einiger Zeit geborgen. Die Position des abgebrochenen Bugs ist bislang unbekannt. HMS Boadicea ist seit 2006 durch den „Protection of Military Remains Act“ von 1986 geschützt. Das Wrack darf zwar von außen durch Taucher betrachtet werden, das Eindringen oder das Sammeln von Souvenirs ist jedoch verboten.